# Dear Catastrophe Waitress
Dear Catastrophe Waitress è il sesto album discografico in studio della band scozzese dei Belle and Sebastian.
L'album è stato prodotto da Trevor Horn, già membro dei The Buggles e produttore di Yes e Frankie Goes to Hollywood.
Il disco è stato in nomination ai Mercury Prize nel 2004.

## Tracce
1. Step into My Office, Baby – 4:12
2. Dear Catastrophe Waitress – 2:22
3. If She Wants Me – 5:05
4. Piazza, New York Catcher – 3:03
5. Asleep on a Sunbeam – 3:22
6. I'm a Cuckoo – 5:26
7. You Don't Send Me – 3:08
8. Wrapped Up in Books – 3:34
9. Lord Anthony – 4:14
10. If You Find Yourself Caught in Love – 4:15
11. Roy Walker – 2:57
12. Stay Loose – 6:41

## Critica
- AllMusic  link
- BBC (positive) link
- Blender  link[collegamento interrotto]
- Mojo  link Archiviato il 17 gennaio 2010 in Internet Archive.
- PopMatters (very positive) 11/4/2003
- Rolling Stone  link Archiviato l'11 marzo 2016 in Internet Archive.
- Stylus (A) link Archiviato il 3 marzo 2016 in Internet Archive.
- Tiny Mix Tapes  link[collegamento interrotto]
- Uncut  link Archiviato il 17 gennaio 2010 in Internet Archive.